# Droits de l'homme au Maroc
Le bilan des droits de l'homme au Maroc est mitigé. Le Maroc a fait des progrès considérables depuis la fin des années de plomb du règne du roi Hassan II (1961-1999). Néanmoins, malgré l'apparente modernisation apportée par son fils le roi Mohammed VI, elle-même assez controversée, le respect du droit international sur ce point n'est pas encore complet.

## Démocratie et élections
Les élections à la Chambre des représentants en novembre 2011 furent très largement considérées comme libres et honnêtes.

### Liberté de la presse
La liberté de la presse est relativement bonne, comparé à la plupart des pays d'Afrique du Nord et du Moyen-Orient, bien que beaucoup de journalistes pratiquent l'autocensure. Critiquer la légitimité de la royauté est tabou. Le débat sur l'islam politique est sévèrement limité et mettre en cause « l'intégrité territoriale » du Maroc est illégal. En 2005, le célèbre journaliste marocain Ali Lmrabet fut « interdit d'exercer le journalisme pour 10 ans » et condamné à une amende de 50 000 dirhams (soit environ 4 500 euros) pour un reportage sur le conflit du Sahara occidental selon Reporters sans frontières. En 2007, Lmrabet était encore sous le coup de l'interdiction. Les supports de presse étrangers portant atteinte à l’institution monarchique, à la religion musulmane et à l’intégrité territoriale du pays, sont interdits de distribution au Royaume, selon le code de la presse marocain.
Avec l'apparition de quelques magazines indépendants francophones, comme Telquel et Le Journal hebdomadaire et son équivalent arabe Assahifa Al Ousbouia, le contrôle gouvernemental sur les médias est devenu moins direct et passe par des pressions plus subtiles comme des poursuites judiciaires et procès en diffamation.
Le 2 mai 2007, l'Organisation non gouvernementale Comité pour la protection des journalistes, basée à New York, dans son rapport annuel sur « les 10 pays où la liberté de la presse s'est la plus détériorée », écrivait que le Maroc avait « régressé en termes de liberté de la presse en 2007 » après avoir été « considéré parmi les plus avancés de la région ». Dans ce rapport, le Maroc était désigné, avec la Tunisie, comme « le pays arabe qui emprisonne le plus de journalistes ».
L'accès à Internet est pratiquement libre, mais certains sites sont parfois censurés sans aucune explication. Les sites concernent essentiellement le conflit du Sahara occidental, ou bien les islamistes.
Selon le classement 2013 de la liberté de la presse, Reporters sans frontières a classé le Maroc au 136e rang sur 179, en baisse par rapport à la 89e place que le pays occupait en 2002. À partir de l'indice 2015, la même organisation avait placé le Maroc à la 130e place sur 180 pays.
Selon le rapport annuel 2016 de Human Rights Watch, les autorités marocaines ont restreint les droits d'expression pacifique, d'association et de réunion par le biais de plusieurs lois. Les autorités continuent de poursuivre les médias imprimés et en ligne lorsqu'ils critiquent le gouvernement, et le roi. En outre, les autorités ont imposé des obstacles administratifs pour restreindre le travail des journalistes. À Rabat, la police a expulsé deux journalistes français et confisqué leurs cassettes en affirmant qu'ils n'avaient pas d'autorisation de tournage. Le rapport indique que la télévision officielle marocaine laisse un certain espace au débat et à la critique. Cependant, ce débat n'aborde pas les questions importantes.

En juin 2020, une enquête d'Amnesty International a démontré que le journaliste marocain Omar Radi, a été ciblé en utilisant le logiciel espion israélien Pegasus. Le groupe de défense des droits a affirmé que le journaliste a été ciblé à trois reprises et espionné après que son appareil a été infecté par un outil NSO. Amnesty a également affirmé que l'attaque a eu lieu après que le groupe NSO a mis à jour sa politique en septembre 2019.

## Persécutions politiques
La répression politique contre les dissidents a très nettement chuté depuis le milieu des années 1990. Les décennies qui précédèrent, quelquefois appelée « Les années de plomb », virent des « disparitions », assassinats d'opposants politiques au gouvernement, et des internements au secret dans des camps comme Tazmamart. Afin d'examiner les abus commis durant le règne d'Hassan II, le gouvernement a mis en place une Instance équité et réconciliation dont l'objectif est de réhabiliter les victimes et de donner des compensations financières pour les violations de leurs droits.
Il existe des allégations persistantes de violences contre des manifestants Sahraoui, partisans de l'indépendance de la République arabe sahraouie démocratique ou au Front Polisario au Sahara occidental, que le Maroc considère comme son territoire. Le Maroc a aussi été accusé de détenir des prisonniers de conscience sahrawis.
En mai 2006 une délégation du bureau du Haut-Commissariat des Nations unies aux droits de l'homme (HCDH) visita le territoire contesté du Sahara occidental et son rapport critiqua nettement le manque des droits de l'homme les plus élémentaires dans la région, en particulier au regard de la population Sahrawi..
En octobre de la même année, le Maroc interdit une visite du Parlement européen qui avait été organisée et approuvée précédemment. La décision a été prise 48 heures avec le départ de la délégation pour Rabat et la Sahara occidental. Sa mission était d'étudier les allégations de violations des droits de l'homme commises par le Polisario comme par les autorités marocaines,,.
Le Maroc expliqua que la majorité des membres de la délégation étaient des partisans connus du Front Polisario, et, qu'en conséquence, la neutralité de la délégation n'était pas garantie. Le président de la délégation, Ioánnis Kasoulídis, réfuta ces allégations en disant que la composition du groupe n'était pas du ressort du Maroc, et d'autre part que le Maroc avait précédemment accepté la composition du groupe et que le Maroc avait de plus été invité à corriger le programme de la visite.
En 2019, l'Association marocaine des droits humains déplore une « escalade des violations des droits humains et des libertés publiques et individuelles » au Maroc, l’État « se soustrayant à ses engagements internationaux et ignorant recommandations et rapports »» sur le sujet. L'ONG fait notamment état « d'actes de torture ou de traitements cruels ou dégradants » en détention, en particulier à la suite du mouvement de protestation Hirak. En 2018, l'ONG avait déjà souligné l'augmentation du nombre de prisonniers politiques dans le royaume.
Le chanteur Gnawi est placé en détention en novembre 2019 à la suite d'une chanson dont les paroles attaquent directement le roi, dans laquelle il dénonce « l’injustice » et « l’accaparement des richesses ».
En décembre 2019, le youtubeur Mohamed Sekkaki est condamné à 5 ans de prison pour atteinte au respect dû au roi.
Le même mois, le journaliste d'investigation Omar Radi est arrêté et placé en détention à la suite d'un message publié sur les réseaux sociaux dans lequel il critique les décisions lourdes allant jusqu'à 20 ans de prison prononcées par la justice contre les leaders du mouvement social du Rif.
Un chauffeur de bus est condamné en février 2020 à deux ans et demie de prison pour avoir critiqué dans une vidéo la pauvreté et la corruption dans son pays. Des groupes de défenseurs des droits humains, dont Amnesty International et Human Rights Watch, ont dénoncé une « campagne de répression » des autorités marocaines contre les opinions critiques exprimées sur les réseaux sociaux.
Le 29 juillet 2021, le militant Nourredine al Awaj est condamné, par le Tribunal de Première Instance de la ville de Casablanca, à 2 ans de prison ferme et une amende de 20 000 dirhams (équivalent de 2000€) pour «Insulte aux institutions constitutionnelles et incitation à la commission de crimes et délits par voie électronique ».
Accusations que ne partage pas le Comité de soutien aux journalistes détenus qui estime que l'arrestation de Noureddine Al-Awaj  est ”« un nouvel épisode d'intimidation de ceux qui soutiennent Omar Al-Radi et Suleiman Al-Raisouni, et un autre chapitre de terreur, de vengeance … vis-à-vis des critiques et contrevenants aux instructions officielles… »” selon le journal badil.info Nourredine al Awaj est connu pour son dévouement à la cause des « Prisonnier d'opinion »
Fervent défenseur pacifiste de la cause entre autres des journalistes Soulaimane Raissouni et Omar Radi (comme le prouve nombre de photographies prises lors de différentes manifestations ou sit-in portant un tee-shirt ou arborant des affiches à leurs effigies). Le témoignage d'un ami proche y rapporte que « Nouredine Aouaj aurait vendu ses habits pour imprimer les affiches des détenus politiques… ».[réf. nécessaire]

## Liberté de religion
L'Islam est la religion d'État officielle et l'État reconnait la liberté de pratique aux marocains de confession juive. (Il n'existe pas de communauté marocaine de confession chrétienne reconnue). Des restrictions existent envers le prosélytisme chrétien et les activités politiques en relation avec l'Islam. Il existe encore une communauté juive marocaine, bien que la plupart des juifs émigrèrent en Israël, en France et au Canada et dans plusieurs autres pays du monde pendant les années qui ont suivi la création de l'état israélien en 1948.
La liberté de conscience n'est pas reconnue au Maroc et les marocains ne peuvent pas changer de religions (sauf à vouloir se convertir à l'Islam)
Un projet de loi de 2015, concernant le code pénal, conçoit, au travers de l’article 219 d'alourdir les peines contre tout propos ou acte jugé blasphémateur. En effet, ce texte stipule que tout individu coupable d’« atteinte », d’« offense » ou d’ « insultes » contre Dieu et les prophètes risque des peines d’emprisonnement d’une année à cinq ans, ainsi qu’une amende de 20 000 dirhams à 200 000 dirhams. Selon le même article, ce crime est punissable qu’importe le moyen de sa diffusion : « que ce soit à travers des discours, des menaces prononcées dans des espaces ou des réunions publiques, ou à travers des écrits, des paroles, des imprimés, par le biais de moyens audiovisuels et électroniques, ou encore par le biais de caricatures, dessins, chants, mimiques ou tout autre moyen ». Le deuxième paragraphe de cet article prévoit même « d’interdire les mis en cause d’exercer leur métier ou industrie. Et ce en plus de la possibilité de réquisitionner tout écrit, tract, enregistrement, donnée électronique ou autre objet se rapportant au crime ». Avec ce nouvel article, tout propos relatif à l'athéisme ou une religion ne reconnaissant pas Mahomet comme prophète entraîne la criminalisation des propos.

## Droits LGBT
L'homosexualité au Maroc est considérée comme illégale conformément à l'article 489 du code pénal, elle peut être punie par une période d'emprisonnement pouvant aller de 6 mois à 3 ans et une amende pouvant aller de 120 à 1 200 dirhams.
La constitution de 2011 établit dans son préambule « bannir et combattre toute discrimination à l'encontre de quiconque, en raison du sexe, de la couleur, des croyances, de la culture, de l'origine sociale ou régionale, de la langue, du handicap ou de quelque circonstance personnelle que ce soit ». Le parlement n'a pas réalisé la transcription dans le code pénal de la constitution afin d'abroger l'article 489.
Après une série d’événements destinée à faire réagir le gouvernement sur la question des libertés individuelles, une vague de conservateurs radicaux ont mené des manifestations populaires destinées à intimider et agresser les Marocains revendiquant plus de libertés, en publiant dans la presse les noms de personnes gay et/ou lesbiennes, et en faisant en sorte que leur adresse soit connue.
En mars 2016, la vidéo d'un lynchage de deux homosexuels de la ville de Beni Mellal a été diffusée sur les réseaux sociaux. Les deux hommes ont été agressés dans leur domicile privé par une foule parfaitement organisée et contrôlée. Victimes de sévices physiques, coups et blessures graves, une des deux victimes a également été arrêtée par la police et présentée au procureur du Roi pour être mise en examen pour homosexualité, aucune enquête n'a été ouverte pour trouver les responsables de l'agression.

## Droits sociaux et égalités

### Femmes et familles
En 2005, le Parlement du Maroc convint d'un calendrier pour améliorer le statut des femmes et des enfants et adopte une loi nouvelle sur la famille, appelée Moudawana, qui est largement considérée comme très progressiste au regard des pratiques régionales. En plus de leur participation sur des listes électorales mixtes, les femmes ont une liste aux élections du parlement qui leur garantit au moins 10 % des sièges.
Parallèlement, en septembre 2006, un observatoire national destiné à combattre la violence contre les femmes a été créé. Beaucoup de ministères, administrations, universités et associations nationales de femmes doivent coordonner leurs efforts.
En 2006 a été écrit le transfert de la nationalité marocaine à ses enfants par le père. Soumya Naâmane Guessous, sociologue marocaine, a lancé une campagne pour étendre cette transmission de la mère à ses enfants. Cette possibilité n'a pas été écrite dans la Moudawana mais est octroyée dans une décision royale d'octobre 2006.
En 2018, le Maroc était classé 141e  sur 149 pays au classement du Global Gender Gap publié par la Forum économique mondial.

### Identité culturelle berbère
Le 17 octobre 2001, l'Institut royal de la culture amazighe a été créé lors du discours du roi Mohammed VI pour conserver et développer la langue et la culture berbères.

## Peine de mort
Entre 1956 et 1993, 198 personnes furent condamnées à mort, avec une interruption de 11 ans entre janvier 1982 et août 1993. L'Instance équité et réconciliation a évalué à 528 le nombre de personnes qui furent exécutées légalement ou non durant le règne d'Hassan II et depuis 1993 aucune peine de mort n'a été exécuté bien que nombre des condamnés ont reçu des peines de mort durant cette période.
Parler de ce problème a été tabou pendant des décennies[citation nécessaire]. Néanmoins, de multiples organisations ont tenté d'engager le débat sur la question de la peine de mort : organisations pour les droits de l'homme, organisations non gouvernementales et partis de gauche menés par le Front des forces démocratiques. Des blogs et sites Web furent également créés à l'initiative de la société civile. La principale entité civile dans le domaine, récemment créée en 2003, est la Coalition nationale pour l’abolition de la peine de mort au Maroc (CNAPM) qui représente sept associations ayant pour slogan commun Ensemble pour l'abolition de la peine de mort est à la tête du combat.
Au niveau politique, la situation est paradoxale. Le gouvernement actuel est officiellement pour l'abolition de facto. Néanmoins, le ministre de la justice a déclaré que le terrorisme est un obstacle à l'abolition de jure de la peine de mort et des sentences de morts sont encore prononcées, en particulier pour terrorisme.
Il faut signaler que la direction du Comité pour la justice et la réconciliation s'est prononcée pour l'abolition.
En octobre 2006, il a été annoncé que la question serait présentée au parlement marocain pour un vote prévu au printemps 2007. On peut prévoir une âpre bataille politique entre les islamistes modérés du Parti de la justice et du développement (partisans de la peine de mort[citation nécessaire]  conformément à la Charia) et les partis de gauche.

## Controverse de 2006 sur les prisons secrètes de la CIA
À la suite des attentats de Casablanca du 16 mai 2003, les groupes pour les droits de l'homme accusèrent le Maroc de mauvais traitements et de tortures sur les détenus. Certains marocains et médias internationaux ont également prétendu que le pays avait établi des camps d'internement de la CIA (les dites prisons secrètes) sur son territoire où des violations des droits de l'homme étaient perpétrées. En septembre 2006, des activistes demandèrent à ce que le Maroc reconnaisse l'existence de tels centres de détentions secrets.
Précédemment, en 2005, Vanessa Saenen de Human Rights Watch avait déclaré : « Nous sommes informés par des personnes qui ont été incarcérés à Guantanamo que des centres de détentions secrets existent. Même le gouvernement américain ne cherche pas à le cacher, et nous avons des informations de prisonniers libérés en Jordanie, au Maroc, en Égypte et Libye, sans confirmation pour la Roumanie et la Pologne ».

## Organisations et associations
- La Ligue marocaine pour la Défense des droits de l'Homme au Maroc (LMDDH) une association à but non lucratif et non gouvernementale pour les droits de l'homme fondée le 11 mai 1972.
- Association marocaine des droits humains (AMDH), une association à but non lucratif et non gouvernementale pour les droits de l'homme fondée le 24 juin 1979.
- Organisation marocaine des droits humains (OMDH), une association à but non lucratif et non gouvernementale pour les droits de l'homme fondée le 10 décembre 1988.
- Conseil consultatif des droits de l'homme (CCDH), un corps gouvernemental fondée en 1990; remplacé en 2011 par le Conseil national des droits de l'homme[30].
- Centre Marocain des Droits de l'Homme ONG démocratique Autonome (CMDH), une association à but non lucratif et non gouvernementale pour les droits de l'homme fondée le 9 avril 1999.